# Maison (1 rue Anne-de-Bretagne, Langeais)
La maison, 1 rue Anne-de-Bretagne est une demeure particulière dans la commune de Langeais, dans le département français d'Indre-et-Loire.
La façade et la toiture sur rue de cette maison sont inscrites comme monument historique en 1943.

## Localisation
La maison se trouve dans le centre de Langeais, à proximité immédiate du château, en bordure de la rue qui passe à son pied.

## Histoire
La maison, comme plusieurs autres proches du château, est construite au XVIe siècle.
La façade et la toiture sur rue de cette maison sont inscrites comme monument historique par arrêté du 17 septembre 1943.

## Description
La maison se compose d'un rez-de-chaussée, d'un étage et d'un comble, avec pignon sur rue.
Le pignon est décoré de quatre pilastres cannelés, dont ceux situés aux deux extrémités de la façade sont surmontés, au premier étage, de chapiteaux Renaissance. Deux gargouilles à tête de chimère encadrent la façade,.
Les baies du premier étage sont divisées par deux meneaux en croix. Le pignon possède une fenêtre en plein cintre dont les écoinçons sont décorés d'un motif végétal.

## Pour en savoir plus